# Esquadrão de helicópteros de Executive Outcomes
O esquadrão de helicópteros de Executive Outcomes foi uma sub-representação do governo da Guerra Civil de Serra Leoa. No destacamento aéreo serviram sul-africanos, russos, ucranianos e bielorrussos.

## História
Em março de 1995, a PMC Executive Outcomes da África do Sul apoiou as forças do governo de Serra Leoa. Os funcionários da organização operaram aqui até a queda da capital em 1999. Em Serra Leoa, a PMK tinha uma pequena frota de veículos blindados e aeronaves. Eles foram comprados no mercado mundial de armas dos arsenais dos países da África e da Europa Oriental.
A campanha começou a contratar especialistas das ex-repúblicas soviéticas para tecnologia soviética. Soldados são pagos em US 4 4.500. O esquadrão de helicópteros foi liderado por um coronel aposentado do exército da África do Sul Carl Alberts. A cada dois meses, os mercenários recebiam uma licença remunerada de duas semanas.
A primeira operação do destacamento aéreo foi um ataque à base inimiga em Ma-Sherv.
De dezembro de 1995 a março de 1996, o esquadrão participou do ataque à Bo.

## Importância na guerra
Durante a campanha de Inverno de 1995-1996, um esquadrão de helicópteros trouxe o exército do governo da vitória. As atividades dos pilotos de helicóptero forçaram a substituição de consultores militares americanos por ucranianos e russos.

## Composição
O esquadrão serviu principalmente pilotos e equipamentos russos e ucranianos. A unidade estava armada com helicópteros Mi-24. No total, a unidade tinha 9 helicópteros. Eles foram entregues às Executive Outcomes pelo exército do governo. Helicópteros comprados no exterior.
Juntamente com o pessoal de terra, o número do destacamento chegou a 200 pessoas.

## Principais fontes
- Эл Дж. Вентер. Наёмники против анархистов // Солдат удачи : журнал. — №3 — 1996.
- Владимир Воронов, Павел Мороз. Слуги смерти: Русские наёмники в Африке //  Собеседник : газета. —  28 мая 2001.
- Пётр Каминский. «Носорог» и четыре «Буйвола» в Сьерра-Леоне // История авиации : журнал. — № 23. — Апрель 2003. — с. 59—68.